# Pagiocerus frontalis
Pagiocerus frontalis is een keversoort uit de familie snuitkevers (Curculionidae). De wetenschappelijke naam van de soort werd in 1801 gepubliceerd door Johann Christian Fabricius.